# Droit commercial français
Le droit commercial français est codifié dans le Code de commerce, le Code civil et est influencé par d'autres sources tel que les traités internationaux.

## Objet
L'article L. 121-1 du code de commerce français dispose « Sont commerçants ceux qui exercent des actes de commerce et en font leur profession habituelle ». Le critère d'habitude a été retenu par la morale dont l'activité était de nature civile, en ces termes : « Attendu qu'une personne morale, même si elle est de statut civil, peut être tenue pour commerçante dans l'exercice d'une activité habituelle consistant en la pratique répétée d'actes de commerce » semble privilégier la conception objective en définissant le commerçant comme celui qui accomplit des actes de commerce.

## Évolution
Le droit commercial remonte au Code de Hammurabi vers 1730 avant Jésus Christ, dans l'Antiquité. Il prend de l'importance dans le droit romain qui est marqué par le corporatisme. Le Moyen Âge est marqué par les foires qui regroupaient les commerçants de plusieurs villes et qui ont favorisé l'émergence de règles et la création de juridictions spécialisées.
L'Église après s'être opposée au commerce, va tenter de le concilier avec les prescriptions religieuses en autorisant par exemple le paiement pour le change.
En France, un tournant est pris avec la Révolution française qui permet une grande libéralisation. Ainsi, le décret d'Allarde, promulgué en mars 1791, proclame la liberté commerciale et industrielle, tandis que la loi Le Chapelier, promulguée en juin 1791, supprime le système des corporations.
Après la Première Guerre mondiale, l'État intervient de plus en plus pour remédier à ce qu'il considérait comme des excès du libéralisme, et le droit commercial devient très dirigé. 
Plus récemment, les pays européens ont dû s'adapter au droit communautaire et notamment aux principes de libre circulation des biens et des services, et de libre établissement.

## Sources

### Sources internationales

#### Traités internationaux
Beaucoup de domaines de droit commercial voient leurs règles dépendre des traités internationaux. Il en est ainsi en matière de transport, de propriété industrielle, de chèque. Les traités internationaux jouent un rôle important en droit commercial à 3 points de vue en fonction de leur objet. Certains traités proposent un corps de règles unifiées applicables à un domaine d’activités ou à un type d’opération. On peut citer par exemple, la convention de Vienne du 11 avril 1980, entrée en vigueur en France en 1988. Elle réglemente la vente internationale de marchandises.
La convention de Berne de 1890 qui réglemente les transports ferroviaires internationaux ; la convention de Varsovie de 1929, elle s’applique aux transports internationaux aériens. Elles présentent un intérêt pratique car elles répondent aux besoins du commerce international. Cependant ces conventions ne sont pas applicables en droit interne, mais de telles conventions peuvent établir des règles uniformes applicables tant en droit international qu’en droit interne.
De telles conventions réalisent une harmonisation des législations nationales. C’est le cas des conventions de Genève de 1930 sur la lettre de change et de 1931 sur le chèque. Ces conventions ont été introduites en France par 2 décrets lois du 30 octobre 1935. Plus modestement d’autres conventions internationales règlent les conflits de lois nationales. Ces conventions n’établissent pas un nouveau corps de règles applicables. Elles se bornent à définir la loi natale applicable dans une situation déterminée. C’est l’objet par exemple de la convention de la Haye du 2 octobre 1973 relative à la responsabilité des objets.
Une dernière catégorie de conventions internationales institue des organismes permanents qui vont formuler des règles de droit international. De telles conventions vont mettre en place des organismes… Ainsi une convention a créé l’uni droit c'est-à-dire l’institut international pour l’unification du droit privé. Aujourd’hui une cinquantaine d’États ont adhéré à l’uni droit. Cette institution a publié en 1994 des principes relatifs au contrat du commerce international.
Ces principes sont habituellement dénommés « principes uni droit », l’institut international pour l’unification du droit. On peut encore mentionner dans cette œuvre des règles internationales du commerce, le bureau international pour la propriété industrielle, ou encore la commission des Nations unies pour le développement du commerce international.

#### Droit communautaire
Ce qui a accru considérablement le rôle des traités est la construction européenne qui tend vers l’uniformisation du droit. Le droit communautaire est une source importante du droit commercial. Le traité de Rome du 28 mars 1957 a institué la CEE qui a mis en place le marché commun et des politiques commerciales communes. La monnaie unique, le commerce avec les pays tiers et enfin la protection des consommateurs. Des points entiers du droit commercial relèvent des dispositions communautaires. Notamment le droit de la concurrence, la TVA, le droit de la société.  Le traité de Rome proclame les grandes libertés qui intéressent fondamentalement le droit commercial. Le droit d’établissement, c'est-à-dire le droit d’exercer une activité professionnelle dans n’importe quel autre État de l’union dans la même condition que les nationaux, on peut encore citer la libre circulation des marchandises, des services et des capitaux. Le droit dérivé intéresse également le droit commercial, il s’agit des règlements et des directives communautaires. Les directives sont prévues par l’article 189 du traité de Rome. De nombreuses directives ont été appliquées dans le droit des sociétés, par exemple en matière de SA, de fusion de société, en matière d'OPA. Le droit communautaire dérivé oblige les États à adapter le droit national pour transposer ces directives communautaires.

#### Usages internationaux
Les usages internationaux sont particulièrement développés dans la mesure où le commerce international a besoin de règles communes, or les États édictent des règles qui s’appliquent sur leur territoire et elles sont inadaptées au commerce international sauf lorsque des conventions sont conclues. De nombreux problèmes dans de larges domaines ne sont pas réglementés par des textes internationaux. Les usages comblent les difficultés dues à l’absence d’harmonie entre les droits nationaux. Aussi certains organismes ont mis au point des normes, des formules qui sont utilisées dans les contrats commerciaux.
Dès le XIXe siècle, les commerçants d’une même profession se sont groupés au sein d’organisations internationales qui ont codifié les usages, qui ont établi des contrats types. On peut citer la chambre de commerce international qui siège à Paris. Cette chambre a codifié des usages, notamment en matière de garanties contractuelles, elle a élaboré des incoterms. Il s’agit de termes commerciaux normalisés destinés aux ventes de marchandises accompagnées de transport. Ces termes sont des mots codes dont l’intérêt majeur est de définir les principales obligations des partis dans les ventes commerciales accompagnées d’un transport. Les obligations de chaque parti sont codifiées par des sigles. À chaque sigle correspond des obligations précises intéressantes par exemple, le lieu de délivrance de la marchandise ou encore les conditions de l’assurance. La chambre de commerce internationale a mis en place des contrats types utilisés dans certains échanges commerciaux. Cette institution n’est pas une chambre de commerce au sens institutionnel du terme.
On peut encore citer l’institut international pour l’unification du droit privé qui compte une cinquantaine d’États. Cette institution a élaboré en 1994 les principes relatifs au contrat du commerce international, les principes uni droit. Ces règles et usages jouent un rôle très important, en pratique ils contiennent presque systématiquement des clauses compromissoires. Ce sont des clauses qui prévoient que si un litige survient entre 2 contractants, ce litige n’est pas soumis aux tribunaux, mais à des arbitres. Ces arbitres sont souvent des juristes qualifiés en matière de commerce international. On leur confie le litige, ils décident qui a tort ou a raison, ils fixent le montant des dommages-intérêts.
Exemple : un fabricant français de véhicules se fait livrer de l’acier défectueux venant d’un autre pays européen ; aucune des 2 partis n’a intérêt à faire de la pub autour de ce litige. Il sera réglé rapidement par la chambre de commerce international de Paris qui utilisera la procédure de l’arbitrage.     
L’arbitrage est un domaine méconnu du droit des affaires. Il a pourtant de l’importance grandissante en raison de la rapidité et de la discrétion de la procédure. Il est évident que les parties ne souhaitent pas mettre sur la place publique des différends relatifs à la mauvaise qualité des marchandises livrées, à des retards de livraison, etc. qui causeraient un préjudice en termes d’image de marque. L’inconvénient tient à ce que les sentences arbitrales restent secrètes, méconnues. Elles échappent au contrôle des autorités publiques, c'est-à-dire des États.

### Les coutumes
Les usages sont des pratiques très anciennes dont les destinataires ont acquis la certitude qu'elles étaient obligatoires. Aujourd'hui marginalisés par le développement du droit écrit, ils restent importants dans le droit commercial.
Exemples :
- Dans le droit maritime
- Pratique des contrats types : les chambres de commerce mettent en place des modèles de contrat dans des domaines précis qui deviennent coutumiers
- Réglementation de la Chambre de commerce internationale
- La jurisprudence arbitrale

En France, ces coutumes ont valeur obligatoire selon la jurisprudence quand bien même une loi d'ordre public dirait le contraire[réf. souhaitée].